# Express Samina
Die Express Samina (griechisch Εξπρές Σαμίνα) war eine griechische RoRo-Fähre, die am 26. September 2000 nach einer Kollision mit einem Felsen in der Ägäis unterging. Bei dem Unglück kamen 81 Menschen ums Leben.

## Geschichte
Das Schiff wurde 1966 in Frankreich gebaut (Baunummer: F23) und im Juni des Jahres an Compagnie Générale Transatlantique abgeliefert. Es wurde auf Fährlinien im Mittelmeer (Nizza – Korsika und Marseille – Algerien) eingesetzt. Mit der Fusion der Compagnie Générale Transatlantique mit der Compagnie de Navigation Mixte zur Compagnie Générale Trans-Mediterranéenne, aus der 1976 die Société nationale maritime Corse Méditerranée hervorging, kam das Schiff im Sommer 1969 zur Compagnie Générale Trans-Mediterranéenne.
Ende 1981 wurde das Schiff verkauft und in Golden Verginia umbenannt. Es wurde nur zwischen den Häfen Brindisi, Piräus und Haifa eingesetzt.
1988 ging das Schiff nach Griechenland an das in Piräus ansässige Unternehmen Agapitos Bros, welches es in der Ägäis einsetzte. Am 18. November 1999 kaufte das griechische Unternehmen Minoan Flying Dolphins das Schiff und nannte es in Express Samina um. Eingesetzt wurde es weiterhin in der Ägäis von Hellas Ferries, einem Tochterunternehmen von Minoan Flying Dolphins.

## Technik und Ausstattung
Das Schiff wurde von zwei Sechzehnzylinder-Dieselmotoren des französischen Herstellers SEMT Pielstick mit einer Leistung von zusammen 10.945 kW angetrieben. Es erreichte damit eine Geschwindigkeit von bis zu 21 kn.
Die Fähre hatte zunächst eine Passagierkapazität von 1442 Personen. Später war sie noch für bis zu 1300 Personen zugelassen. Für 256 Passagiere standen 79 Kabinen zur Verfügung.
Auf dem Fahrzeugdeck, das über eine Heckrampe erreichbar war, fanden 170 Pkw Platz.

## Seeunfall

Kollision mit den Portes-Felsen

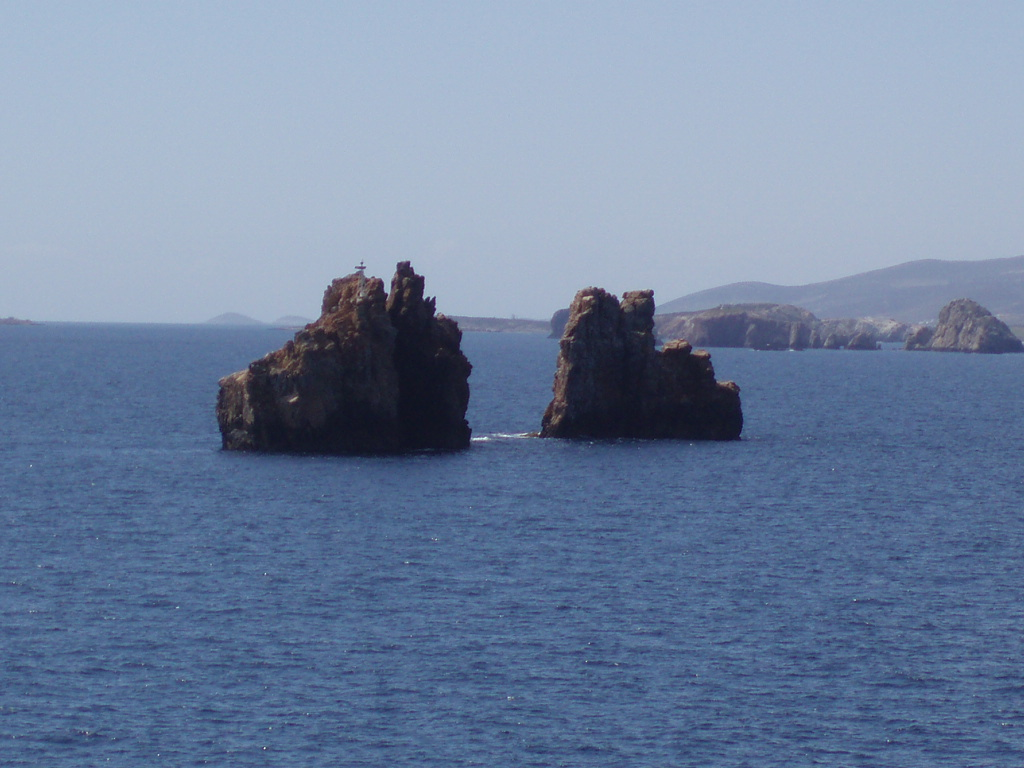
Portes-Felsen vor der Insel Paros

Die Express Samina befand sich am Abend des 26. September 2000 auf dem Weg nach Parikia auf der Kykladen-Insel Paros, als sie mit dem der Insel vorgelagerten Portes-Felsen kollidierte und sank. 80 der 533 Menschen an Bord ertranken. Stürmischer Wind (7–8 Beaufort) erschwerte die Rettungsarbeiten, bei denen Fischerboote, Charterboote, Schiffe der griechischen Küstenwache und auch Schiffe und Hubschrauber der Royal Navy teilnahmen.
Der Kapitän des Schiffes, der sich zum Unglückszeitpunkt ein Fußballspiel angesehen haben soll, und vier Besatzungsmitglieder wurden nach dem Unglück festgenommen.
Der 62-jährige Reeder der Express Samina nahm sich wegen des Unglücks im November 2000 das Leben.
2006 wurden fünf Besatzungsmitglieder der Express Samina wegen Totschlags und Fahrlässigkeit zu mehrjährigen Haftstrafen verurteilt.

## Trivia
In einer Folge der Dokumentarserie Crash Scene Investigation, einem Spin-off der Serie Mayday – Alarm im Cockpit, wird der Unglückshergang dargestellt.